# Ropalopus insubricus
Ropalopus insubricus är en skalbaggsart som först beskrevs av Ernst Friedrich Germar 1824.  Ropalopus insubricus ingår i släktet Ropalopus och familjen långhorningar. IUCN kategoriserar arten globalt som nära hotad.
Artens utbredningsområde är:
- Frankrike.
- Ukraina.

Inga underarter finns listade i Catalogue of Life.